# Carlos Serafino
Carlos Serafino (n. Buenos Aires, Argentina; 8 de abril de 1926 - f. Buenos Aires, Argentina; 10 de agosto de 2011) fue un actor cómico argentino famoso en las décadas de 1960 y 1970

## Carrera
Serafino fue un notable actor cómico, que había estudiado artes dramáticas y comenzado en teatro independiente. Integró numerosos programas junto a los grandes capocómicos del momento como José Marrone, Pepe Biondi, Juan Verdaguer, Carlos Balá y Juan Carlos Calabró. En televisión actuó en decenas de programas, y en cine trabajó junto a primeras figuras como Niní Marshall, Vicente Rubino, Fidel Pintos, Adolfo García Grau, Guillermo Francella, Tristán, Inés Moreno, José De Angelis, Alfonso Pícaro,entre muchos otros.

## Filmografía
- 1963: Alias Flequillo, como el experto en descifrar lenguajes en códigos.
- 1965: Disloque en el presidio con María Armand, Alí Bargach y Osvaldo Canónico.
- 1967: Escándalo en la familia[2]
- 1968: Psexoanálisis con Elsa Daniel, Jorge Barreiro, Norman Briski y la vedette Libertad Leblanc.
- 1973: Yo gané el prode... y Ud.?, como agenciero asaltado.
- 1974: La gran aventura, en el papel de Raúl (un conserje), junto a Ricardo Bauleo, Víctor Bó, Julio de Grazia y Graciela Alfano.
- 1979: Las muñecas que hacen ¡pum!, dirigida por Gerardo Sofovich, y protagonizada por Julio de Grazia, Carmen Barbieri, Silvia Pérez, Javier Portales y Rolo Puente.[3]
- 1986: Camarero nocturno en Mar del Plata, junto a Tristán, Susana Traverso, Rolo Puente y Noemí Alan.
- 1987: Johny Tolengo, el majestuoso.

## Videos
- 1989: Y... Dónde está el hotel?.
- 1989: Expertos en tetología.

## Televisión
- 1960: Los trabajos de Marrone, con varios personajes, el más recordado fue Pocholo fiel amigo de aventuras de Pepe Marrone. En este ciclo también trabajó con otros grandes como Juanita Martínez y las hermanas Norma Pons y Mimí Pons.[4]
- 1960: La Revista Dislocada.[5]
- 1962: Telecómicos de Aldo Camarotta, con Horacio Bruno, Luisina Brando, Nelly Beltrán, Atilio Pozzobón, y en donde popularizó a Cretinucci, el gerente insoportable que volvía loco a Volantieri (Alfonso Pícaro)..
- 1962: Viendo a Biondi, junto con Pepe Biondi.
- 1965: El flequillo de Balá, con Carlitos Balá.
- 1973: Fresco y Batata, junto a Alberto Olmedo y Jorge Porcel, su primer papel con continuidad en TV.
- 1974: Alberto Vilar, el indomable, junto a Alberto Olmedo.[6]
- 1974: Los bulbos , escrita por Narciso Ibáñez Serrador en el papel del jefe de estación, junto a Narciso Ibáñez Menta, Víctor Laplace, Leonor Manso, Lydia Lamaison y Miguel Ligero.[7]
- 1978 hasta 1986: Calabromas, secundando a Juan Carlos Calabró, y participando junto con  Adriana Salgueiro, Iliana Calabró, Patricia Dal y Jaimito Cohen.
- 1991 hasta 1995: La familia Benvenuto[8]

### Teatro
En teatro tuvo varias intervenciones importantes como en la obra de 1965 Rodríguez Supernumerario en el Teatro 13 junto a Ubaldo Martínez, Carmen Vallejo, Dorita Guzmán, Raúl Rousseau, Pablo Nogues, Josefina Daniele, Zulma Grey y Mario Savino.

## Fallecimiento
El actor Carlos Serafino falleció de causas naturales el 10 de agosto de 2011, alejado de los medios y completamente olvidado. Sus restos descansan en el Panteón de la Asociación Argentina de Actores del Cementerio de la Chacarita.